# The American Lifeograph Company
The American Lifeograph Company foi uma companhia cinematográfica estadunidense da era do cinema mudo, que foi responsável pela produção de 5 filmes entre 1915 e 1920.

## Histórico
Lewis H. Moomaw (1889- 1980) com outros sócios, fundou o The American Lifeograph Company em 1910. Em 1925, Moomaw fundaria a companhia cinematográfica Associated Pictures Corp.
O primeiro filme da American Lifeograph foi o documentário Where Cowboy Is King, lançado em 1915; em seguida, produziu um seriado em 15 capítulos, The Perils of Thunder Mountain, em 1919, com Antonio Moreno e Carol Holloway, distribuído pelo Vitagraph Studios. Em 1920, produziu o curta-metragem Paul's Peril, o filme de 60 minutos The Golden Trail, e seu último filme, The Deceiver, lançado em dezembro de 1920.

## Filmografia
- Where Cowboy Is King (documentário, 1915)
- The Perils of Thunder Mountain (1919), distribuído pela Vitagraph Studios
- Paul's Peril (Perils of Paul ou the Duchess at Bay, 1920),[8] distribuído pela Arrow Film Corporation
- The Golden Trail (1920), distribuído pela Arrow Film Corporation
- The Deceiver (1920)